# Llista de models de motocicleta fora d'asfalt Bultaco
Aquesta és una llista amb els models de motocicleta fora d'asfalt produïts per Bultaco al llarg de la seva existència, ordenada pel seu codi identificador de model (que coincideix gairebé sempre amb el seu ordre cronològic d'aparició). La llista aplega tots els models dissenyats per a disciplines esportives (o per al seu ús) fora d'asfalt produïts mai per Bultaco, tant si foren simples prototips (cas en el qual s'indica expressament) com si es passaren després a la sèrie.
La llista inclou també el model Astro, ja que malgrat estar pensat per a curses de short track i no ser, doncs, un model de "fora d'asfalt" estrictament parlant, era bàsicament una adaptació de la Pursang de motocròs.

## Llista de models
| Id. Model | Nom          | Versió             | Cilindrada | Anys                | Núm. Sèrie                                            | Modalitat              |
| --------- | ------------ | ------------------ | ---------- | ------------------- | ----------------------------------------------------- | ---------------------- |
| 3         | Sherpa S     |                    | 125        | 1960 - 1967         | 300.001                                               | Motocròs               |
| 3         | Sherpa S     |                    | 175        | 1961 - 1967         | 300.001                                               | Motocròs               |
| 3         | Sherpa S     |                    | 100        | 1962 - 1967         | 300.001                                               | Motocròs               |
| 3         | Sherpa S     |                    | 200        | 1962 - 1967         | 300.001                                               | Motocròs               |
| 4         | Sherpa N     |                    | 155        | 1960 - 1963         | 400.001 - 400.270 400.296 - 400.447 401.201 - 401.240 | Rural                  |
| 4         | Sherpa N     |                    | 200        | 1963 - 1965         | 400.271 - 400.295 400.621 - 400.640                   | Rural                  |
| 4-1       | Matador      |                    | 200        | 1963 - 1964         | 400.448 - 400.620 400.641 - 401.200                   | Tot Terreny            |
| 7-1       | Campera      |                    | 125        | 1961 - 1962         | 700.001 - 709.177                                     | Rural                  |
| 9-1       | Campera      |                    | 155        | 1963 - 1965         | 900.001 - 921.899                                     | Rural                  |
| 9-1       | Campera      |                    | 200        | 1963 - 1965         | 900.001 - 921.899                                     | Rural                  |
| 10        | Sherpa T     | Sammy Miller       | 250        | 1964 - 1967         | 10.000.001                                            | Trial                  |
| 11        | Métisse      | Mk1                | 250        | 1964 - 1968         | 11.000.001                                            | Motocròs               |
| 16        | Matador      | Mk2                | 250        | 1965 - 1967         | 16.000.001                                            | Tot Terreny            |
| 17        | El Bandido   |                    | 350        | 1967 - 1968         | 17.000.001                                            | Curses de desert (EUA) |
| 18        | El Bandido   | TT / Cross         | 360        | 1968 - 1969         | 18.000.001                                            | Curses de desert (EUA) |
| 19        | Lobito       | USA                | 100        | 1966 - 1969         | 19.000.001                                            | Trial                  |
| 19N       | Lobito       | National           | 100        | 1966                |                                                       | Trial                  |
| 1T-19     | Lobito       | Sweden             | 100        |                     |                                                       | Trial                  |
| 4T-19     | Lobito       | Aguas del Guadiana |            |                     |                                                       | Trial                  |
| 21-36     | Campera      | USA                | 175        | 1966 - 1969         | 21.000.001                                            | Rural                  |
| 21N-37    | Campera      | National           | 175        | 1966 - 1969         |                                                       | Rural                  |
| 21T-37    | Campera      | Agricultural       | 175        | 1966 - 1969         |                                                       | Rural                  |
| 25        | Pursang      |                    | 250        | Prototipus de sèrie | Prototipus de sèrie                                   | Motocròs               |
| 26        | Matador      | Mk3                | 250        | 1967 - 1970         | 26.000.001                                            | Tot Terreny            |
| 27        | Sherpa T     | San Antonio        | 250        | 1967 - 1968         | 27.000.001                                            | Trial                  |
| 28        | Campera      | Mk2 USA            | 175        | 1969 - 1972         | 28.000.001                                            | Rural                  |
| 30        | Sherpa S     |                    | 100        | 1968 - 1970         | 30.000.001                                            | Motocròs               |
| 32        | Lobito       | Mk2                | 74         | 1967 - 1969         | 32.000.001                                            | Trial                  |
| 36        | Campera      | USA                | 175        |                     |                                                       | Rural                  |
| 37        | Campera      | National           | 175        |                     |                                                       | Rural                  |
| 38        | Lobito       | AK                 |            | 1967                | 19.000.001                                            | Trial                  |
| 42        | Pursang      | Mk2                | 250        | 1967 - 1968         | 42.000.001                                            | Motocròs               |
| 43        | Sherpa S     |                    | 125        | 1968 - 1969         | 43.000.001                                            | Motocròs               |
| 44        | Sherpa S     |                    | 175        | 1968 - 1969         | 44.000.001                                            | Motocròs               |
| 45        | Sherpa S     |                    | 200        | 1968 - 1969         | 45.000.001                                            | Motocròs               |
| 46        | Sherpa S     | San Antonio 2      | 250        | Prototipus de sèrie | Prototipus de sèrie                                   | Motocròs               |
| 48        | Pursang      | Mk3                | 250        | 1968                | 48.000.001                                            | Motocròs               |
| 49        | Sherpa T     |                    | 250        | 1968 - 1971         | 49.000.001                                            | Trial                  |
| 50        | El Bandido   |                    | 350        | 1968 - 1971         | 50.000.001                                            | Curses de desert (EUA) |
| 51        | El Montadero |                    | 360        | 1968 - 1971         | 51.000.001                                            | Tot Terreny            |
| 52        | El Montadero |                    | 350        | 1968 - 1971         | 52.000.001                                            | Tot Terreny            |
| 53        | Lobito       | Mk3                | 125        | 1969 - 1970         | 53.000.001                                            | Tot Terreny            |
| 1T53      | Lobito       | Australia          | 125        |                     |                                                       | Tot Terreny            |
| 2T53      | Lobito       | Sweden             | 125        |                     |                                                       | Tot Terreny            |
| 54        | Lobito       | Mk3                | 100        | 1969 - 1970         | 54.000.001                                            | Tot Terreny            |
| 57        | Campera      | Mk2 National       | 175        | 1969 - 1972         | 28.000.001                                            | Rural                  |
| 1T-57     | Campera      | Mk2                | 125        |                     |                                                       | Rural                  |
| 59        | Lobito       | Mk3 National       | 74         | 1969 - 1972         | 59.000.001                                            | Tot Terreny            |
| 61        | El Bandido   | Mk2                | 360        | 1969 - 1971         | 61.000.001                                            | Curses de desert (EUA) |
| 62        | Lobito       | Mk3                | 125        | 1970 - 1972         | 62.000.001                                            | Tot Terreny            |
| 63        | Sherpa S     | Mk2                | 125        | 1970 - 1972         | 63.000.001                                            | Motocròs               |
| 65        | El Bandido   |                    | 350        | 1971 - 1972         | 65.000.001                                            | Curses de desert (EUA) |
| 66        | Sherpa S     | Mk2                | 175        | 1970 - 1972         | 66.000.001                                            | Motocròs               |
| 67        | Sherpa S     | Mk2                | 200        | 1970 - 1972         | 67.000.001                                            | Motocròs               |
| 68        | Pursang      | Mk4                | 250        | 1969 - 1971         | 68.000.001                                            | Motocròs               |
| 70        | El Montadero | Mk2                | 360        | 1971 - 1972         | 70.000.001                                            | Tot Terreny            |
| 73        | Tirón        |                    | 100        | 1971 - 1974         | 73.000.001                                            | Trial                  |
| 74        | Lobito       | Mk4                | 125        | 1970 - 1971         | 74.000.001                                            | Tot Terreny            |
| 75        | Matador      | Mk4                |            | 1971 - 1972         | 75.000.001                                            | Tot Terreny            |
| 76        | Lobito       | Mk4                | 175        | 1971                | 76.000.001                                            | Tot Terreny            |
| 77        | Lobito       | Mk4                | 175        |                     | 77.000.001                                            | Tot Terreny            |
| 78        | Sherpa S     |                    | 100        | 1970 - 1971         | 78.000.001                                            | Motocròs               |
| 79        | Campera      | Agricultural       | 175        | 1972                | 79.000.001                                            | Rural                  |
| 80        | Sherpa T     | Kit Campió         | 250        | 1971 - 1972         | 80.000.001                                            | Trial                  |
| IT80      | Sherpa T     | Cruz Roja          | 250        |                     |                                                       | Trial                  |
| 81        | El Montadero | Mk2                | 350        | 1971 - 1972         | 81.000.001                                            | Tot Terreny            |
| 82        | Matador      | Mk4 SD             | 250        | 1971 - 1973         | 82.000.001                                            | Tot Terreny            |
| 83        | Lobito       | Mk5 USA            | 125        | 1971 - 1973         | 83.000.001                                            | Tot Terreny            |
| 84        | Lobito       | Mk5 USA            | 175        | 1971 - 1973         | 84.000.001                                            | Tot Terreny            |
| 85        | Alpina       |                    | 250        | 1971 - 1974         | 85.000.001                                            | Trail                  |
| 86        | Pursang      | Mk5                | 250        | 1971 - 1972         | 86.000.001                                            | Motocròs               |
| 87        | Pursang      | Mk5                | 350        | 1971 - 1972         | 87.000.001                                            | Motocròs               |
| 89        | Pursang      | Mk5                | 125        | 1971 - 1972         | 89.000.001                                            | Motocròs               |
| 90        | Astro        |                    | 250        | 1971 - 1972         | 90.000.001                                            | Short track            |
| -         | Speedway     |                    | 250        | Prototipus de sèrie | Prototipus de sèrie                                   | Speedway               |
| 91        | Sherpa T     |                    | 250        | 1972 - 1974         | 91.000.001                                            | Trial                  |
| 92        | Sherpa T     |                    | 350        | 1972 - 1974         | 92.000.001                                            | Trial                  |
| 93        | Lobito       | Mk6                | 175        | 1972 - 1973         | 93.000.001                                            | Trial                  |
| 94        | Lobito       | Mk6                | 74         | 1972 - 1973         | 94.000.001                                            | Trial                  |
| 95        | Lobito       | Mk6                | 125        | 1972 - 1973         | 95.000.001                                            | Trial                  |
| 96        | Matador      | Biflecha           |            | Prototipus de sèrie | Prototipus de sèrie                                   | Tot Terreny            |
| 97        | Alpina       |                    | 125        | 1973 - 1974         | 97.000.001                                            | Trail                  |
| 98        | Alpina       |                    | 175        | 1973 - 1974         | 98.000.001                                            | Trail                  |
| 99        | Alpina       |                    | 350        | 1973 - 1974         | 99.000.001                                            | Trail                  |
| 100       | Pursang      | Mk6                | 125        | 1972 - 1973         | 100.000.001                                           | Motocròs               |
| 101       | Pursang      | Mk6                | 175        | 1972 - 1973         | 101.000.001                                           | Motocròs               |
| 102       | Pursang      | Mk6                | 200        | 1972 - 1973         | 102.000.001                                           | Motocròs               |
| 103       | Pursang      | Mk6                | 250        | 1972 - 1973         | 103.000.001                                           | Motocròs               |
| 104       | Pursang      | Mk6                | 350        | 1972 - 1973         | 104.000.001                                           | Motocròs               |
| 105       | Astro        | Mk6                | 250        | 1972 - 1973         | 105.000.001                                           | Short track            |
| 106       | Astro        | Mk6                | 360        | 1972 - 1973         | 106.000.001                                           | Short track            |
| 107       | Matador      | Mk5 SD             |            | 1973 - 1975         | 107.000.001                                           | Tot Terreny            |
| 108       | Brinco       |                    | 74         | 1973 - 1976         | 108.000.001                                           | Trial                  |
| 111       | Chispa       |                    | 49         | 1974 - 1980         | 111.000.001                                           | Trial                  |
| 112       | Pursang      |                    | 360        | 1972 - 1973         | 112.000.001                                           | Motocròs               |
| 113       | Alpina       |                    | 125        | 1974                | 113.000.001                                           | Trail                  |
| 114       | Alpina       |                    | 175        | 1974                | 114.000.001                                           | Trail                  |
| 115       | Alpina       |                    | 250        | 1974                | 115.000.001                                           | Trail                  |
| 116       | Alpina       |                    | 350        | 1974                | 116.000.001                                           | Trail                  |
| 117       | Pursang      | Mk7                | 125        | 1973 - 1975         | 117.000.001                                           | Motocròs               |
| 118       | Pursang      | Mk7                | 175        | 1973 - 1974         | 118.000.001                                           | Motocròs               |
| 119       | Pursang      | Mk7                | 200        | 1973 - 1974         | 119.000.001                                           | Motocròs               |
| 120       | Pursang      | Mk7                | 250        | 1973 - 1974         | 120.000.001                                           | Motocròs               |
| 121       | Pursang      | Mk7                | 360        | 1973 - 1974         | 121.000.001                                           | Motocròs               |
| 122       | Sherpa T     |                    | 350        | Prototipus de sèrie | Prototipus de sèrie                                   | Trial                  |
| 123       | Astro        |                    | 360        | 1973 - 1974         | 123.000.001                                           | Short track            |
| 124       | Sherpa T     |                    | 250        | 1974                | 124.000.001                                           | Trial                  |
| 125       | Sherpa T     |                    | 350        | 1974                | 125.000.001                                           | Trial                  |
| 126       | Lobito       | Mk7                | 75         | 1973 - 1974         | 126.000.001                                           | Trial                  |
| 127       | Lobito       | Mk7                | 125        | 1973 - 1974         | 127.000.001                                           | Trial                  |
| 128       | Lobito       | Mk7                | 175        | 1973 - 1974         | 128.000.001                                           | Trial                  |
| 132       | Sherpa T     |                    | 250        | 1974 - 1975         | 132.000.001                                           | Trial                  |
| 133       | Sherpa T     |                    | 350        | 1974 - 1975         | 133.000.001                                           | Trial                  |
| 134       | Pursang      | Mk8                | 200        | 1974 - 1976         | 134.000.001                                           | Motocròs               |
| 135       | Pursang      | Mk8                | 250        | 1974 - 1976         | 135.000.001                                           | Motocròs               |
| 136       | Pursang      | Mk8                | 360        | 1974 - 1976         | 136.000.001                                           | Motocròs               |
| 137       | Alpina       |                    | 250        | 1974 - 1976         | 137.000.001                                           | Trail                  |
| 138       | Alpina       |                    | 350        | 1974 - 1976         | 138.000.001                                           | Trail                  |
| 140       | Matador      | Mk9                | 350        | 1975 - 1978         | 140.000.001                                           | Trail                  |
| 143       | Frontera     | Mk9                | 360        | 1975 - 1976         | 143.000.001                                           | Tot Terreny            |
| 144       | Pursang      | Mk8                | 125        | 1975 - 1976         | 144.000.001                                           | Motocròs               |
| 145       | Astro        |                    | 250        | 1974 - 1976         | 145.000.001                                           | Short track            |
| 146       | Astro        |                    | 360        | 1974 - 1976         | 146.000.001                                           | Short track            |
| 147       | Lobito       | Mk8                | 75         | 1974 - 1976         | 147.000.001                                           | Trial                  |
| 148       | Lobito       | Mk8                | 125        | 1974 - 1976         | 148.000.001                                           | Trial                  |
| 149       | Lobito       | Mk8                | 175        | 1974 - 1976         | 149.000.001                                           | Trial                  |
| 150       | Sherpa T     |                    | 250        | 1975                | 150.000.001                                           | Trial                  |
| 151       | Sherpa T     |                    | 350        | 1975                | 151.000.001                                           | Trial                  |
| 152       | Frontera     | Mk9                | 250        | 1975 - 1976         | 152.000.001                                           | Tot Terreny            |
| 155       | Lobito T     | 74                 | 74         | 1975 - 1976         | 155.000.001                                           | Trial                  |
| 156       | Lobito T     |                    | 118        | 1975 - 1976         | 156.000.001                                           | Trial                  |
| 157       | Sherpa T     |                    | 125        | 1975                | 157.000.001                                           | Trial                  |
| 158       | Sherpa T     |                    | 250        | 1975 - 1976         | 158.000.001                                           | Trial                  |
| 159       | Sherpa T     |                    | 350        | 1975 - 1976         | 159.000.001                                           | Trial                  |
| 160       | Frontera     | Civil Guard        |            | 1976                | 160.000.001                                           | Tot Terreny            |
| 162       | Pursang      | Mk9                | 125        | 1976                | 162.000.001                                           | Motocròs               |
| 163       | Astro        |                    | 250        | 1976 - 1977         | 163.000.001                                           | Short track            |
| 164       | Astro        |                    | 360        | 1976 - 1977         | 164.000.001                                           | Short track            |
| 165       | Alpina       |                    | 250        | 1976                | 165.000.001                                           | Trail                  |
| 166       | Alpina       |                    | 350        | 1976                | 166.000.001                                           | Trail                  |
| 167       | Pursang      | Mk9                | 250        | 1976                | 167.000.001                                           | Motocròs               |
| 168       | Pursang      | Mk9                | 370        | 1976                | 168.000.001                                           | Motocròs               |
| 170       | Pursang      | Mk9                | 200        | 1976                | 170.000.001                                           | Motocròs               |
| 171       | Pursang      | Dual Line          | 250        | 1975                |                                                       | Motocròs               |
| 172       | Pursang      | Dual Line          | 370        | 1975                |                                                       | Motocròs               |
| 174       | Frontera     |                    | 74         | 1976 - 1979         | 174.000.001                                           | Tot Terreny            |
| 174B      | Frontera     |                    | 74         | 1979 - 1981         |                                                       | Tot Terreny            |
| 180       | Frontera     | Mk10               | 250        | 1976 - 1978         | 180.000.001                                           | Tot Terreny            |
| 181       | Frontera     | Mk10               | 370        | 1976 - 1978         | 181.000.001                                           | Tot Terreny            |
| 182       | Sherpa T     |                    | 250        | 1976 - 1977         | 182.000.001                                           | Trial                  |
| 183       | Sherpa T     |                    | 350        | 1976 - 1977         | 183.000.001                                           | Trial                  |
| 184       | Sherpa T     |                    | 74         | 1976 - 1978         | 184.000.001                                           | Trial                  |
| 185       | Sherpa T     |                    | 125        | 1976 - 1978         | 185.000.001                                           | Trial                  |
| 185B      | Sherpa T     |                    | 125        | 1978 - 1979         | 185.000.001                                           | Trial                  |
| 186       | Frontera     |                    | 125        | 1976 - 1978         | 186.000.001                                           | Tot Terreny            |
| 187       | Alpina       |                    | 250        | 1976 - 1977         | 187.000.001                                           | Trail                  |
| 188       | Alpina       |                    | 350        | 1976 - 1977         | 188.000.001                                           | Trail                  |
| 189       | Alpina       |                    | 175        | 1976 - 1977         | 189.000.001                                           | Trail                  |
| 190       | Sherpa T     |                    | 250        | 1977 - 1978         | 190.000.001                                           | Trial                  |
| 191       | Sherpa T     |                    | 350        | 1977 - 1978         | 191.000.001                                           | Trial                  |
| 192       | Pursang      | Mk10               | 250        | 1977                | 192.000.001                                           | Motocròs               |
| 193       | Pursang      | Mk10               | 370        | 1977                | 193.000.001                                           | Motocròs               |
| 194       | Pursang      | Mk10               | 125        | 1977                | 194.000.001                                           | Motocròs               |
| 195       | Astro        |                    | 250        | 1977 - 1979         | 195.000.001                                           | Short track            |
| 196       | Sherpa T     |                    | 74         | 1979 - 1982         | 196.000.001                                           | Trial                  |
| 197       | Sherpa T     |                    | 125        | 1979 - 1980         | 197.000.001                                           | Trial                  |
| 198       | Sherpa T     |                    | 250        | 1978 - 1980         | 198.000.001                                           | Trial                  |
| 198A      | Sherpa T     |                    | 250        | 1980 - 1981         |                                                       | Trial                  |
| 198B      | Sherpa T     |                    | 250        | 1981 - 1982         |                                                       | Trial                  |
| 199       | Sherpa T     |                    | 350        | 1978 - 1980         | 199.000.001                                           | Trial                  |
| 199A      | Sherpa T     |                    | 350        | 1980 - 1981         |                                                       | Trial                  |
| 199B      | Sherpa T     |                    | 350        | 1981 - 1985         |                                                       | Trial                  |
| 200       | Pursang      | Mk10               | 200        | 1977                | 200.000.001                                           | Motocròs               |
| 201       | Matador      | Mk9                | 350        | 1976 - 1977         | 201.000.001                                           | Trail                  |
| 206       | Pursang      | Mk11               | 250        | 1977 - 1979         | 206.000.001                                           | Motocròs               |
| 207       | Pursang      | Mk11               | 370        | 1977 - 1979         | 207.000.001                                           | Motocròs               |
| 208       | Pursang      | Mk11               | 125        | 1977 - 1979         | 208.000.001                                           | Motocròs               |
| 209       | Pursang      | Mk11               | 250        | 1979                |                                                       | Motocròs               |
| 210       | Matador      | Mk10               | 350        | 1977 - 1979         | 210.000.001                                           | Trail                  |
| 210ET     | Matador      | Mk10 Army          |            |                     |                                                       | Tot Terreny            |
| 211       | Alpina       |                    | 175        | 1977 - 1979         | 211.000.001                                           | Trail                  |
| 212       | Alpina       |                    | 250        | 1977 - 1980         | 212.000.001                                           | Trail                  |
| 213       | Alpina       |                    | 350        | 1977 - 1979         | 213.000.001                                           | Trail                  |
| 214       | Frontera     | Mk11               | 250        | 1978 - 1979         | 214.000.001                                           | Tot Terreny            |
| 214A      | Frontera     | Mk11B              | 250        | 1979 - 1981         |                                                       | Enduro                 |
| 215       | Frontera     | Mk11               | 370        | 1978 - 1979         | 215.000.001                                           | Tot Terreny            |
| 215A      | Frontera     | Mk11B              | 370        | 1979 - 1981         |                                                       | Enduro                 |
| -         | Frontera     | Mk15 TT            | 250        | Prototipus de sèrie | Prototipus de sèrie                                   | Enduro                 |
| -         | Frontera     | Mk15 TT            | 370        | Prototipus de sèrie | Prototipus de sèrie                                   | Enduro                 |
| 219       | Pursang      | Mk12 Everts        | 250        | 1978                | 219.000.001                                           | Motocròs               |
| 220       | Pursang      | Mk12 Everts        | 370        | 1978                | 220.000.001                                           | Motocròs               |
| -         | Pursang      | Mk12 TT            | 370        | Prototipus de sèrie | Prototipus de sèrie                                   | Enduro                 |
| 221       | Sherpa T     | Pirineos           | 125        | 1979                | 221.000.001                                           | Trial                  |
| 222       | Pursang      | Mk15               | 250        | 1980                | 222.000.001                                           | Motocròs               |
| 223       | Pursang      | Mk15               | 420        | 1980 - 1981         |                                                       | Motocròs               |
| 226       | Pursang      | Mk15               | 125        |                     |                                                       | Motocròs               |
| 492       | Frontera     | Gold Medal         | 250        | 1977 - 1979         | 492.000.001                                           | Enduro                 |
| 493       | Frontera     | Gold Medal         | 370        | 1977 - 1979         | 493.000.001                                           | Enduro                 |

## Resum per model
Tot seguit es llisten els diferents models produïts, ordenats alfabèticament, amb el total de versions fabricades de cadascun. La llista no inclou els prototipus ni els models de competició.
| Nom          | Versions | Primera versió | Darrera versió | Imatge               |
| ------------ | -------- | -------------- | -------------- | -------------------- |
| Alpina       | 18       | 1973           | 1977           | Bultaco Alpina       |
| Astro        | 9        | 1971           | 1977           | Bultaco Astro        |
| Brinco       | 1        | 1973           | 1973           |                      |
| Campera      | 12       | 1961           | 1972           | Bultaco Campera      |
| Chispa       | 1        | 1974           | 1974           | Bultaco Chispa       |
| El Bandido   | 5        | 1967           | 1971           | Bultaco El Bandido   |
| El Montadero | 4        | 1968           | 1971           | Bultaco El Montadero |
| Frontera     | 14       | 1975           | 1979           | Bultaco Frontera     |
| Lobito       | 28       | 1966           | 1975           | Bultaco Lobito       |
| Matador      | 10       | 1963           | 1977           | Bultaco Matador      |
| Métisse      | 1        | 1964           | 1964           | Bultaco Métisse      |
| Pursang      | 40       | 1967           | 1980           | Bultaco Pursang      |
| Sherpa N     | 2        | 1960           | 1963           | Bultaco Sherpa N     |
| Sherpa S     | 12       | 1961           | 1970           | Bultaco Sherpa S     |
| Sherpa T     | 32       | 1964           | 1981           | Bultaco Sherpa T     |
| Tirón        | 1        | 1971           | 1971           | Bultaco Tirón        |